# 라 리나센테

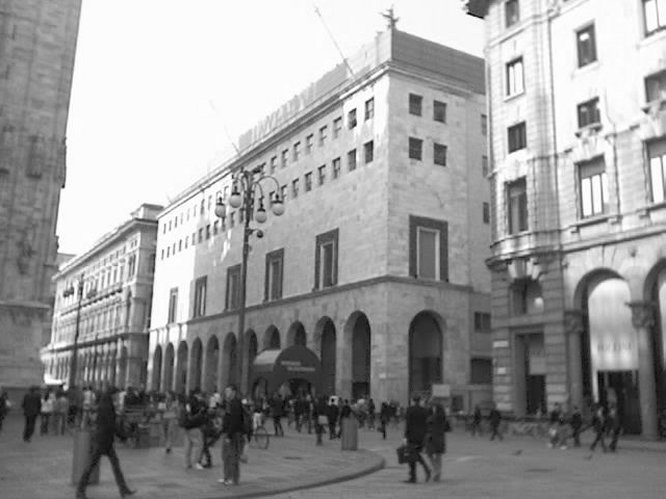

라 리나센테(La Rinascente)는 이탈리아 밀라노에 기반을 둔 백화점이다.